# Semeniwka (rejon romeński)
Semeniwka (ukr. Семенівка) – wieś na Ukrainie, w obwodzie sumskim, w rejonie romeńskim. W 2001 liczyła 797 mieszkańców, spośród których 787 wskazało jako ojczysty język ukraiński, 9 rosyjski, a 1 inny.